# Natura 2000
Az Európai Unió által létrehozott Natura 2000 területek egy olyan összefüggő európai ökológiai hálózat, amely a közösségi jelentőségű természetes élőhelytípusok, vadon élő állat- és növényfajok védelmén keresztül biztosítja a biológiai sokféleség megóvását és hozzájárul kedvező természetvédelmi helyzetük fenntartásához, illetve helyreállításához. Olyan zöld infrastruktúra, mely biztosítja Európa természetes élőhelyeinek ökoszisztéma szolgáltatásait, valamint jó állapotban való megőrzöttségét. A Natura 2000 hálózat alapja az 1979-es madárvédelmi irányelv (Birds Directive), illetve az azt 2009-ben felváltó kodifikált változat, valamint az 1992-es élőhelyvédelmi irányelv (Habitats Directive). A teljes hálózat Európa szárazföldi területeinek mintegy 18%-át fedi le, ez körülbelül teljes Németország területével egyenlő.

## A Natura 2000 céljai
A madárvédelmi irányelv általános célja a tagállamok területén, természetes módon előforduló összes madárfaj védelme. Különleges madárvédelmi területnek azok a régiók számítanak, amelyek az 1. mellékletben felsorolt, a tagállam területén rendszeresen előforduló és átvonuló fajok nagy állományainak adnak otthont, valamint a vízimadarak szempontjából nemzetközi jelentőségű vizes élőhelyeket foglalnak magukban.
Az élőhelyvédelmi irányelv fő célkitűzése a biológiai sokféleség megóvása, a fajok és élőhelytípusok hosszú távú fennmaradásának biztosítása, természetes elterjedésük szinten tartásával vagy növelésével. Az irányelv írja elő az európai ökológiai hálózat, a Natura 2000 létrehozását, melynek a madárvédelmi irányelv rendelkezései alapján kijelölt területek is részei. A különleges természet-megőrzési területeket az 1. mellékleten szereplő közösségi jelentőségű természetes élőhelytípusok (amelyeket az eltűnés veszélye fenyeget, vagy kicsi a természetes elterjedésük, vagy egy adott biogeográfiai régión belül jellemző sajátosságokkal bírnak) és a 2. számú mellékleten szereplő közösségi jelentőségű (veszélyeztetett, sérülékeny, ritka vagy endemikus) állat- és növényfajok védelmére kell kijelölni. Azok az élőhelytípusok és fajok, melyek fennmaradását csak azonnali intézkedéssel lehet biztosítani kiemelt jelentőségűek és az unióban elsőbbséget, prioritást élveznek.

## A Natura 2000 Magyarországon
Magyarország az Európai Unióhoz történő csatlakozással fokozatosan harmonizálja jogrendjét a közösségi irányelvekhez. A Natura 2000 területek kijelölésére a kormány 2004-ben alkotott rendeletet.
A területeket a 14/2010 KvVM rendelet sorolja föl, amely a mellékletekben részletes térképeket is tartalmaz.
A nemzeti jogszabályok által korábban is védett területek mind a részei lettek az ökológiai hálózatnak. Az újonnan kijelölt területekkel együtt Magyarország területének közel 21%-át fedi le az új típusú védelem. Ezek közé tartoznak hagyományosan mezőgazdasági művelés alatt álló földek, legelők, de természetesen erdők is. A szabályozás célja a hasznosítás és a természetvédelem érdekeinek összehangolása.
A hazai hivatalos Natura 2000 oldal a Magyar Madártani és Természetvédelmi Egyesület és a Magyar Természetvédelem által közösen üzemeltetett honlap, a natura.2000.hu.

## Magyarországi Natura 2000 területek
A magyarországi Natura 2000 területeket a térképen zölddel jelölve lehet látni.

### Békés vármegye
- Száraz-ér
- Csanádi-puszták
- Kígyósi-gyep
- Gyula-szabadkígyósi-gyepek
- Körösök
- a körösközi erdők
- Holt-Sebes-Körös
- Gyepes-csatorna
- sarkadi Fási-erdő
- Dél-bihari szikesek
- Köles-ér
- Cserebökény-puszták
- Tóniszállás-szarvasi gyepek
- Dévaványa környéki gyepek
- Dévaványai-sík
- bélmegyeri Fás-puszta
- Kis-Sárrét
- gyantéi erdők
- orosi tölgyes

### Baranya vármegye
- Geresdi-dombság
- Mecsek
- Észak-zselici erdőségek
- Dél-Zselic
- Béda-Karapancsa
- Töttösi-erdő Archiválva 2021. november 29-i dátummal a Wayback Machine-ben
- Székelyszabari erdő
- Villánykövesdi Fekete-hegy
- Szársomlyó
- Tenkes
- Ócsárd-hegyszentmártoni völgyek
- Pécsi-sík
- Kelet-Dráva Archiválva 2021. december 5-i dátummal a Wayback Machine-ben
- Ormánsági erdők Archiválva 2021. szeptember 25-i dátummal a Wayback Machine-ben
- Ormánsági vizes élőhelyek és gyepek Archiválva 2021. december 7-i dátummal a Wayback Machine-ben
- Nagyhajmási dombok Archiválva 2021. május 6-i dátummal a Wayback Machine-ben

### Zala vármegye
- Sárvíz
- Felső-Zala
- Alsó-Zala
- Keszthelyi-fennsík
- Nyugat-Göcsej
- Csács
- Nagykapornak
- Remetekert
- Szévíz-principális
- Kis-Balaton
- Balaton
- Kebele
- Kerka
- Mura
- Vétyem
- Oltárc
- Dél-Zalai homokvidék
- Mórichely
- Csörnyeberek